# Список игр Volition
Список игр, разработанных и изданных компанией Volition.

## Игры студии
| Год  | Название                    | Платформа | Платформа | Платформа | Платформа | Платформа | Платформа | Платформа | Платформа | Платформа | Платформа | Платформа | Платформа | Платформа | Платформа |
| Год  | Название                    | Mac       | NGage     | NGC       | NS        | PS2       | PS3       | PS4       | PS5       | Win       | Linux     | Xbox      | X360      | XOne      | X/S       |
| ---- | --------------------------- | --------- | --------- | --------- | --------- | --------- | --------- | --------- | --------- | --------- | --------- | --------- | --------- | --------- | --------- |
| 1998 | Descent: FreeSpace          | Нет       | Нет       | Нет       | Нет       | Нет       | Нет       | Нет       | Нет       | Да        | Нет       | Нет       | Нет       | Нет       | Нет       |
| 1999 | FreeSpace 2                 | Нет       | Нет       | Нет       | Нет       | Нет       | Нет       | Нет       | Нет       | Да        | Нет       | Нет       | Нет       | Нет       | Нет       |
| 2001 | Summoner                    | Да        | Нет       | Нет       | Нет       | Да        | Нет       | Нет       | Нет       | Да        | Нет       | Нет       | Нет       | Нет       | Нет       |
| 2001 | Red Faction                 | Да        | Да        | Нет       | Нет       | Да        | Да        | Да        | Нет       | Да        | Нет       | Нет       | Нет       | Нет       | Нет       |
| 2002 | Summoner 2                  | Нет       | Нет       | Да        | Нет       | Да        | Нет       | Нет       | Нет       | Нет       | Нет       | Нет       | Нет       | Нет       | Нет       |
| 2002 | Red Faction II              | Нет       | Нет       | Да        | Нет       | Да        | Нет       | Нет       | Нет       | Да        | Нет       | Да        | Нет       | Нет       | Нет       |
| 2005 | The Punisher                | Нет       | Нет       | Нет       | Нет       | Да        | Нет       | Нет       | Нет       | Да        | Нет       | Да        | Нет       | Нет       | Нет       |
| 2006 | Saints Row                  | Нет       | Нет       | Нет       | Нет       | Нет       | Нет       | Нет       | Нет       | Нет       | Нет       | Нет       | Да        | Нет       | Нет       |
| 2008 | Saints Row 2                | Нет       | Нет       | Нет       | Нет       | Нет       | Да        | Нет       | Нет       | Да        | Нет       | Нет       | Да        | Нет       | Нет       |
| 2009 | Red Faction: Guerrilla      | Нет       | Нет       | Нет       | Нет       | Нет       | Да        | Нет       | Нет       | Да        | Нет       | Нет       | Да        | Нет       | Нет       |
| 2011 | Red Faction: Armageddon     | Нет       | Нет       | Нет       | Нет       | Нет       | Да        | Нет       | Нет       | Да        | Нет       | Нет       | Да        | Нет       | Нет       |
| 2011 | Saints Row: The Third       | Нет       | Нет       | Нет       | Да        | Нет       | Да        | Да        | Да        | Да        | Да        | Нет       | Да        | Да        | Да        |
| 2013 | Saints Row IV               | Нет       | Нет       | Нет       | Да        | Нет       | Да        | Да        | Нет       | Да        | Да        | Нет       | Да        | Да        | Нет       |
| 2015 | Saints Row: Gat out of Hell | Нет       | Нет       | Нет       | Нет       | Нет       | Да        | Да        | Нет       | Да        | Да        | Нет       | Да        | Да        | Нет       |
| 2017 | Agents of Mayhem            | Нет       | Нет       | Нет       | Нет       | Нет       | Нет       | Да        | Нет       | Да        | Нет       | Нет       | Нет       | Да        | Нет       |
| 2022 | Saints Row (2022)           | Нет       | Нет       | Нет       | Нет       | Нет       | Нет       | Да        | Да        | Да        | Нет       | Нет       | Нет       | Да        | Да        |

## Отменённые игры
| Название    | Платформа | Платформа | Платформа | Платформа | Платформа | Платформа | Платформа | Платформа | Платформа | Платформа | Платформа | Платформа | Платформа | Платформа |
| Название    | Mac       | NGage     | NGC       | NSwitch   | PS2       | PS3       | PS4       | PS5       | Win       | Linux     | Xbox      | X360      | XOne      | X/S       |
| ----------- | --------- | --------- | --------- | --------- | --------- | --------- | --------- | --------- | --------- | --------- | --------- | --------- | --------- | --------- |
| Descent 4   | Нет       | Нет       | Нет       | Нет       | Нет       | Нет       | Нет       | Нет       | Да        | Нет       | Нет       | Нет       | Нет       | Нет       |
| Underground | Нет       | Нет       | Нет       | Нет       | Да        | Нет       | Нет       | Нет       | Нет       | Нет       | Да        | Нет       | Нет       | Нет       |
| Tube Racer  | Нет       | Нет       | Нет       | Нет       | Да        | Нет       | Нет       | Нет       | Нет       | Нет       | Да        | Нет       | Нет       | Нет       |
| Summoner 3  | Нет       | Нет       | Нет       | Нет       | Нет       | Нет       | Нет       | Нет       | Нет       | Нет       | Нет       | Нет       | Нет       | Нет       |
| Insane      | Нет       | Нет       | Нет       | Нет       | Нет       | Да        | Нет       | Нет       | Да        | Нет       | Нет       | Да        | Нет       | Нет       |